# Глаза дракона
«Глаза дракона» (англ. The Eyes of the Dragon) — роман Стивена Кинга, написанный в нехарактерном для автора жанре фэнтези, впервые опубликованный в 1984 году типографией Philtrum Press. Массовое издание книги, организованное издателем Viking, пришлось на 1987 год. Действие произведения происходит в сказочном королевстве Делейн, в котором наследного принца обвиняют в убийстве короля. Книга имеет некоторые параллели с серией о Тёмной Башне, в первую очередь это касается антагониста, колдуна Флэгга, являющегося одним из знаковых персонажей «Тёмной Башни» и «Противостояния».
Произведение, написанное в духе эпоса о мечах и магии, появилось благодаря дочери писателя Наоми, которой и посвящён роман. Ряд поклонников писателя негативно отнёсся к этой работе, в основном из-за выбранного жанра и тона повествования. Большинство же литературных критиков благосклонно восприняли роман, отметив сказочную атмосферу, сюжет, который может понравиться как детям, так и взрослым, а также художественное оформление. К концу 1980-х было отпечатано более двух с половиной миллионов экземпляров книги. «Глаза дракона» несколько раз планировались к экранизации — в формате анимационной ленты, кинофильма или мини-сериала, однако ни один из этих проектов не был реализован.

## Сюжет
Действие книги разворачивается в королевстве Делейн. Повествование ведётся от лица безымянного рассказчика, который часто добавляет собственные комментарии касательно мотивации персонажей. Придворный волшебник Флэгг стремится уничтожить королевство. Королева Саша рожает принца Питера, благородного и потенциально достойного будущей короны. Флэгг считает, что его планы могут попасть под угрозу срыва из-за Питера. После того как королева беременеет вторым ребёнком, маг подговаривает акушерку навредить Саше. После родов, в результате которых на свет появляется второй сын короля Томас, Саша умирает от кровопотери. Наследный принц Питер, став подростком, приносит бокал вина своему отцу перед сном каждую ночь. Флэгг, добившись расположения Томаса, показывает ему тайный проход, в котором сквозь трофейное чучело дракона можно подсматривать за отцом. Задумав скомпрометировать принца, маг растворяет в бокале яд, называемый «Драконий песок», и в итоге обвиняет в убийстве короля Роланда его старшего сына. Томас видит убийство сквозь глаза чучела.
После суда юношу заточают на вершину Иглы — тюрьмы для государственных преступников. Королём становится младший брат Питера двенадцатилетний Томас. Фактически из-за его молодости и неопытности страной управляет Флэгг. В начале своего пребывания в Игле Питер посылает записку к судье, который признал его виновным, с просьбой передать старый кукольный домик своей матери и приносить салфетки с каждым приёмом пищи. Последний озадачен столь необычной просьбой, но соглашается на эту прихоть. Спустя пять лет Питер сбегает из тюрьмы, сделав верёвку с помощью игрушечного ткацкого станка из ниток, которые он доставал из салфеток. После побега он и его союзники спешат получить лук и стрелы Роланда. Флэгг, обнажив свою демоническую сущность, собирается убить действующего короля и его брата. Томас, у которого оказался лук, стреляет в чародея и попадает в глаз, однако последний, использовав магию, исчезает. В конце романа Питера объявляют законным королем. Томас, которого стали презирать в королевстве, отправляется вместе со своим дворецким, Деннисом, на поиски Флэгга. Они его находят и сражаются, однако рассказчик не раскрывает результата битвы:135-137.

## Создание

### Написание
После окончания работ над «Талисманом» у Кинга накопилось множество образов и неиспользованных сюжетных ходов:170-171. Замысел книги возник у Стивена из желания написать что-нибудь для своей дочери Наоми. Тогда как сын писателя Джо Хилл читал «Противостояние» и «Жребий» уже в подростковом возрасте, Наоми не хотела знакомиться с творчеством своего отца. Кинг, объясняя натуру Наоми, говорил, что ей не было дела до вампиров, покойников и склизких ползучих тварей. В литературном плане она увлекалась Энтони Пирсом, Джоном Стейнбеком, Куртом Воннегутом и Шекспиром. «Она не прочла ни одной из моих вещей, и это в некотором роде меня задевало. И тогда я подумал: ладно, раз гора не идет к Магомету, Магомет пойдет к горе», — отмечал писатель:253-255. Когда Кинг спросил, что же ей нравится, она ответила: «Драконы». Роман, под рабочим названием «Салфетки» (англ. The Napkins), повествовал о соперничестве двух братьев в фэнтезийном королевстве. Книга была готова к 1983 году:253-255:10. Кинг называл её эпосом в духе историй о магии и мече короля Артура. Писатель значительно снизил уровень крови и насилия в тексте — детали соответствующих сцен читатель с богатым воображением мог додумать самостоятельно. Наоми, прочитав произведение, осталась им довольна:253-255. Дочь сказала отцу, что в истории был только один недостаток — то, что она закончилась. 
Редактурой книги занималась внештатный редактор Дебора Броди, ранее работавшая с такими детскими авторами, как Джейн Йолен и Патриция Райлли Гифф. Броди попросила Кинга раньше ввести в повествование Бена, лучшего друга Питера: в оригинале он появлялся только к середине книги: «Стив несколько раз упомянул его имя в различных сценах в самом начале, а затем даже написал новый эпизод с гонками в мешках, чтобы объяснить, как между мальчиками зародилась дружба. Это весьма волнующий момент для любого редактора: когда ты задаешь писателю верный вопрос и полученный ответ превосходит все твои ожидания». Кинг с пониманием отнёсся к её редакторским правкам:253-255. К публикации писатель сменил название романа на «Глаза дракона»:253-255. В романе присутствуют перекрёстные связи с «Бессонницей», «Талисманом», «Розой Мареной», «Безнадегой» и «Регуляторами».

### Персонажи
В книге фигурируют около шестидесяти персонажей. Произведение посвящено Бену Страубу, сыну Питера Страуба, и Наоми Кинг. Они фактически стали прообразами двух второстепенных персонажей, которые в итоге женятся в финале произведения. Томас и Деннис мимолётно упоминаются на страницах серии «Тёмная Башня»:170-171, в частности Роланд встречает их в последние дни Гилеада:137 и становится свидетелем, как один из них был превращён в собаку. «Стрелок», «Глаза дракона», «Противостояние» и, в некотором роде, «Сердца в Атлантиде» имеют одного антагониста — Рэндалла Флэгга:63, 133. Хронологически это его первое появление. В книге упоминается, что Флэгг был своеобразным нашествием для королевства на протяжении пятисот лет. Персонаж вернулся из Гарлана за 80 лет до начала правления короля Роланда, но состарился не более чем на десять лет к началу основных событий книги. По своему обыкновению, он часто менял имена, и в разное время звался лордом-палачом Биллом Хинчем и певцом Броунсом:135-137. 
Он хотел, чего всегда хотят злые люди, получить власть и использовать ее на горе другим. Королевский трон нисколько его не интересовал, потому что голову короля очень уж часто насаживали на пику на крепостной стене, если что-то шло не так. Но советники королей... пауки из тени... эти люди обычно исчезали, как ночные тени на заре, едва начинал опускаться топор палача:136.
В романе черты Флэгга носят более неоднозначный характер, а его роль подобна Мерлину с бессистемной природой зла. В дополнение к безумству, жестокости, озлобленности и способностям изменять форму, книга открывает новые грани персонажа как знахаря, волшебника и шамана. Кинг писал, что он ходил в капюшоне, скрывая лицо, многое знал о сильных ядах и пользовался книгой заклинаний, обтянутой человеческой кожей. Долгое чтение этой книги могло привести к безумию, поэтом за тысячу лет он осилил только четверть книги. Указанная особенность роднит книгу с Некрономиконом и творчеством Говарда Лавкрафта:135-137. Ему также принадлежал магический кристалл, однако относится ли он к Радуге Мейрлина, особым артефактам из Тёмной Башни, наподобие палантиров, остаётся неясным. Флэгг не может стать невидимым, но ему под силу стать «тусклым»; он может испускать огонь из пальцев:135-137. В описаниях Кинг указывает на тёмного человека, льющего яд в уши короля, что является отсылкой к «Гамлету». Несмотря на то, что исход битвы Томаса и Флэгга неизвестен, последний, судя по всему, выживает, чтобы продолжать творить зло:135-137.

### Публикация
Кинг издал роман на собственные средства в своей небольшой типографии Philtrum, которая ранее напечатала «Растение»:253-255. Тысяча копий, пронумерованных чёрными чернилами с автографом писателя, была продана через лотерею поклонникам творчества писателя по $120 за штуку, а повторный тираж — двести пятьдесят подписанных экземпляров, пронумерованных красными чернилами, Кинг разослал своим друзьям вместе с рождественскими открытками:253-255. Ещё существовали 26 копий, которые изначально не были предназначены для продажи, с буквами от A до Z, нанесёнными чёрными чернилами. Все экземпляры этого издания имели твёрдый красный переплёт, негабаритный формат и были проиллюстрированы Кенни Рэем Линчосом (англ. Kenny Ray Linkhous). На этот тираж было потрачено 45 тысяч больших листов бумаги, изготовленных во Франции. Всего десять копий книги были подписаны и писателем, и иллюстратором, что делает их наиболее редкой версией этого издания. 
Роман, первоначально не планировавшийся для полномасштабной публикации, всё же был опубликован 2 февраля 1987 года издательством Viking:253-255. За художественное оформление отвечал Дэвид Палладини. Первый тираж «Глаз дракона» составил 1 миллион копий. За первое время было продано 400 тысяч экземпляров романа:170-171, а по итогам первого года печати — 525 тысяч копий. К январю 1988 года было отпечатано 2,6 миллиона экземпляров книги. По данным Publishers Weekly, по итогам 1980-х «Глаза дракона» были проданы тиражом в 750 тысяч экземпляров. Права на публикацию произведения с 2016 года принадлежат издательству Scribner. Впервые на русском языке роман был опубликован петербуржским издательством «ИМА-пресс-реклама» в 1993 году под названием «Глаз дракона» в переводе И. Феоктистова и А. Герцева. В дальнейшем в основном печатался перевод Вадима Эрлихмана:368. Аудиокнига была выпущена в мае 2010 года Penguin Audiobooks. Текст читал Бронсон Пиншо, который ранее снимался в роли Крейга Туми в мини-сериале «Лангольеры».

## Критика
Роман занял девятое место в списке бестселлеров 1987 года по версии газеты The New York Times, всего пробыв в нём 26 недель. Многим поклонникам писателя книга пришлась не по вкусу из-за жанровой направленности, тона повествования, «плаксивых» героев и побега главного злодея, который остался безнаказанным. Вероятно, из-за подобной критики впоследствии был написан роман «Мизери». «Мир фантастики» указывал, что литературное качество этой работы по сравнению с предшественниками заметно снизилось. School Library Journal писала: «В то время как некоторые поклонники Кинга, которые хотят, чтобы их любимый писатель трудился только над ужастиками, продолжают ворчать, любители фэнтези и приключений с более открытым разумом найдут в «Глазах дракона» тщательно выверенную развлекательную книгу». Publishers Weekly отмечала сдержанную зрелость, стильность и успешность усилий автора на ниве фэнтези. Охарактеризовав роман как «трогательную историю братской любви», издание порекомендовало книгу к прочтению как подросткам, так и взрослым.
«Глаза дракона», олицетворяющие отход Кинга от жанра ужасов, по словам The New York Times выполнены гораздо более элегантно, чем все написанные до сего момента писателем книги. Стивен талантливо создаёт сказочную атмосферу, наполненную яркими красками. История, свободная от жаргона и пошлостей, напоминает творчество Милна, Андерсена и братьев Гримм. Персонажи произведения полны очарования, даже завистливый и хныкающий Томас. «Глаза дракона» обращаются к ребёнку внутри взрослого. Впрочем, в тексте встречаются и «взрослые» элементы, в частности описания сексуальных практик правителя Делейна. Манера поведения рассказчика напоминает тон введений постоянным читателям, которые Кинг часто использует в своих романах. Финал по-Кингу просто не мог быть счастливым, поэтому читатели остаются в несколько подвешенном состоянии после окончания книги. Внезапное исчезновение Флэгга во многом напоминает концовку «Противостояния». Роман начинается медленно, постепенно набирая темп и заканчивается захватывающей кульминацией.
Бен П. Индик (англ. Ben P. Indick) похвалил основную идею, считая повествование яркой, изобразительной драмой, вызвавшей эффект «широких глаз и открытых ртов». Стивен Спигнесси считал роман нечто большим, чем просто детской историей. Книга также нравится и взрослым, что делает её похожей на «Хроники Нарнии» Клайва Льюиса и «Хоббита» Толкина. «Глаза дракона» — одна из немногих книг Стивена Кинга, которую можно посоветовать тем, кто не любит жанр ужасов. Особо автору понравилась умение Флэгга становиться тусклым: «… супердержаве № 1 неплохо бы иметь такую способность!». Шерон Рассел похвалила художественное оформление книги, отметив, что она выглядит как иллюстрированная рукопись, в том числе и за счёт того, что первая буква каждой главы выведена с использованием особой гарнитуры. Журнал AudioFile положительно оценил работу Бросона Пиншо над аудиокнигой. Ему хорошо удавались как положительные роли, так и резко контрастирующие отрицательные. Его угрожающий шёпот может напугать детей младшего возраста. Актёр представил персонажей с вниманием и остроумием.
Майкл Коллинз сравнивал собаку, которая упоминалась на страницах романа, со здоровым «Куджо», а своим поведением Флэгг в конце произведения напоминает персонажа Джека Николсона из «Сияния». Много общего автор видел и в эпопее «Властелин колец», в частности Дэннис сравнивался с Фродо; зло в «Глазах дракона» не может быть окончательно побеждено, также как до конца не мог быть уничтожен Саурон. Исследователь отмечал, что глаза дракона имели жёлто-зелёный оттенок. Эти цвета, обладающие большим значением в беллетристике писателя, олицетворяют монстров, пришельцев и само зло. Эссе, которое составил литературовед для своей книги The Many Facets of Stephen King похвалил сам Кинг, назвав его «прекрасным и проницательным».

## Экранизация
Первоначально роман должен был быть экранизирован в формате анимационной ленты. Идею такого воплощения высказывал сам Кинг ещё в 1989 году. Одиннадцать лет спустя производство картины было поручено французской компании WAMC Entertainment. Планируемый бюджет оценивался в 45 миллионов долларов. Картина должна была появиться в конце 2001 или начале 2002 года. Создатели обещали некую смесь из классического фэнтези, саспенса и чёрного юмора. Релиз фильма не состоялся, права компании истекли в 2005 году. Впоследствии, на волне увлечённости фэнтези, тренд на который задала «Игра престолов», заинтересованность в адаптации романа выражал канал Syfy. Экранизация могла случиться как в формате кинофильма, так и мини-сериала. В качестве сценаристов и исполнительных продюсеров были наняты Майкл Тейлор («Звёздный крейсер „Галактика“») и Джефф Винтар («Я, робот»). Новостей о назначении режиссёра не поступало. В 2019 году было объявлено о разработке телесериала для стримингового сервиса Hulu, в сентябре следующего года сценарист Сет Грэм-Смит сообщил о закрытии проекта, что он связывал с кадровыми перестановками в руководстве и слишком высоким бюджетом проекта.